# Plotsk (Raión de Bolhrad)
Plock  (ucraniano: Плоцьк) es una localidad del Raión de Bolhrad en el Óblast de Odesa de Ucrania. Según el censo de 2025, tiene una población de 411 habitantes.